# Żnin
Żnin (uttalas [ʐɲin]) är en stad i Kujavien-Pommerns vojvodskap i Polen. Staden har en yta på 8,35 km2, och den hade 14 173 invånare år 2014.